# Wabua seaview
Wabua seaview là một loài nhện trong họ Stiphidiidae.
Loài này thuộc chi Wabua. Wabua seaview được V. T. Davies miêu tả năm 2000.